# Mosbol
Een mosbol of marimo (Aegagropila linnaei of Cladophora aegagropila) is een plant uit de familie Cladophoraceae.

## Voorkomen
De plant komt voor in meerdere meren in het noordelijk halfrond. Kolonies van deze soort zijn te vinden in IJsland, Schotland, Japan en Estland.
Omdat de plant zeer gevoelig is voor overmatige concentratie van meststoffen, zijn de mosbollen op de meeste plaatsen uitgestorven of extreem afgenomen.

## Groeivormen
In tegenstelling tot wat de naam zegt, is een mosbol geen bol van mos, maar van groenwier. 
Er zijn drie groeivormen voor Aegagropila linnaei. In het eerste geval groeit de plant tegen een rotswand, aan de schaduwkant. De tweede vorm groeit op de zeebodem en vormt een soort "tapijt". De derde en laatste vorm is de bolvorm.

## Gebruik
De plant is door zijn bijzondere vorm geliefd voor aquaria of in decoratieglazen. Omdat de in de natuur voorkomende mosbollen beschermd zijn, worden hiervoor bollen uit losse algen kunstmatig geproduceerd.

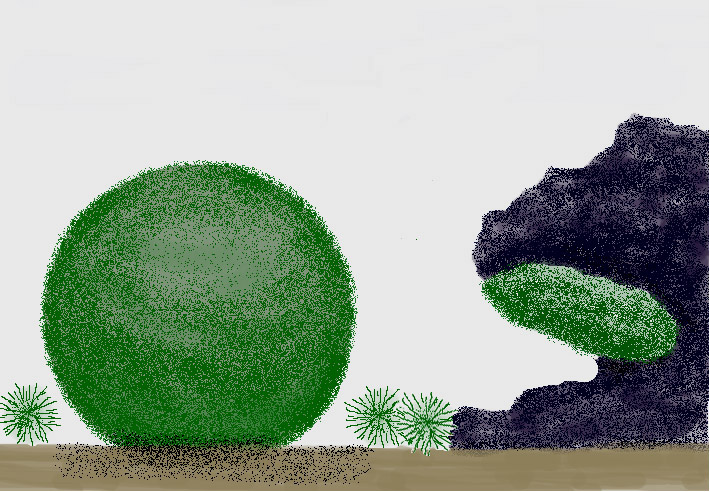
De drie groeivormen

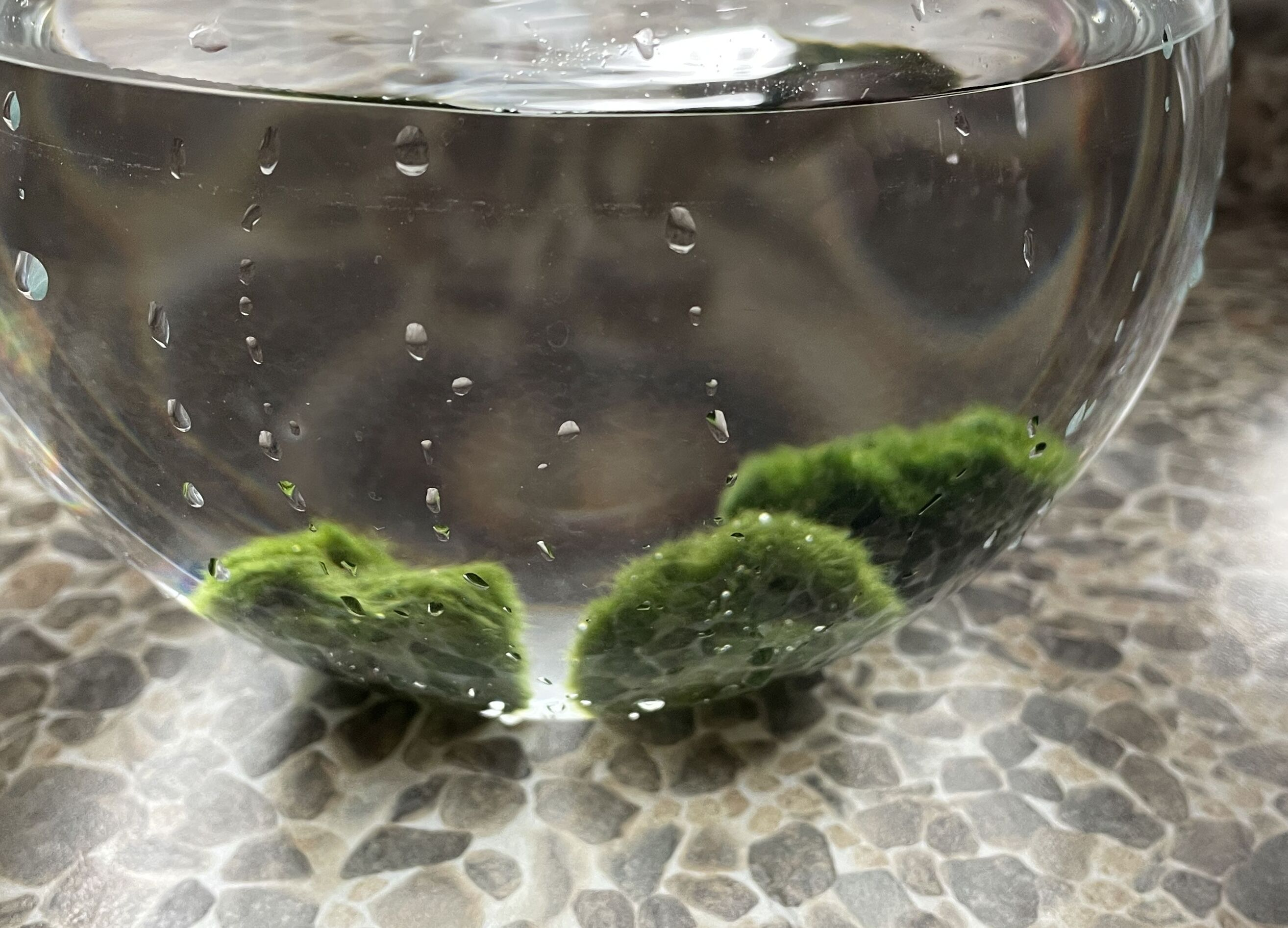
Mosbollen als decoratie